# Breast Cancer Research
Breast Cancer Research, abgekürzt Breast Cancer Res., ist eine wissenschaftliche Fachzeitschrift, die vom Biomed Central-Verlag veröffentlicht wird. Derzeit erscheint die Zeitschrift mit sechs Ausgaben im Jahr. Es werden Arbeiten aus allen Bereichen der Forschung zu Brustkrebs veröffentlicht.
Der Impact Factor lag im Jahr 2016 bei 6,345. Nach der Statistik des ISI Web of Knowledge wird das Journal mit diesem Impact Factor in der Kategorie Onkologie an 27. Stelle von 217 Zeitschriften geführt.